# Grandela (San Tirso de Abres)
Grandela (oficialmente, en eonaviego, A Grandela) es un barrio de la parroquia de San Salvador, concejo de San Tirso de Abres, en la comarca del Eo-Navia, Principado de Asturias, España.